# Eulacophyllum cultelliforme
Eulacophyllum cultelliforme là một loài Rêu trong họ Stereophyllaceae. Loài này được (Sull.) W.R. Buck & Ireland mô tả khoa học đầu tiên năm 1985.